# P700
P700, o donatore primario del fotosistema I (dove P sta per pigmento) è un complesso molecolare costituito da una coppia di clorofille modificate (dette clorofille A0) che funge da centro di reazione per il fotosistema I.

## Struttura e funzione
Il numero "700" indica la lunghezza d'onda di massimo assorbimento energetico da parte del complesso, espressa in nanometri. Quando il fotosistema I assorbe energia da fotone, o dal complesso antenna che lo circonda, un elettrone viene eccitato ad un livello energetico più all'interno della clorofilla P700. Il P700 risultante dotato di elettrone eccitato è designato P700*; essendo dotato di un potenziale elettrico di -1,2 V è il più forte agente riducente biologico conosciuto (in contrasto P680+ del fotosistema II, il più forte agente ossidante biologico). L'elettrone viene successivamente catturato dall'accettore primario di elettroni, il fillochinone A1. 